# Geovani Fernández
Geovani Vagner Fernández (21 de julio de 1982) es un ciclista uruguayo.
Buen esprínter y gregario de lujo en los equipos que ha competido.
Aunque no ha logrado vencer en las competencias más importantes de Uruguay, (Rutas de América y Vuelta Ciclista), si lo ha hecho a nivel internacional con la Vuelta a Porto Alegre (Brasil, 2003) y la Vuelta a Entre Ríos (Argentina, 2011) además de un destacado 7º puesto en la Vuelta de Chile 2006. En 2015, se coronó Campeón Nacional de Ruta tras llegar a meta en forma solitaria, por delante de Ricardo Guedes y Matías Pérez.

## Trayectoria
2003
- 2.º en la 1.ª etapa Vuelta de Porto Alegre
- 1.º en la 3.ª etapa Vuelta de Porto Alegre
- 1.º en la clasificación general de la Vuelta de Porto Alegre

2005
- 3.º en la 6.ª Etapa Vuelta Ciclista del Uruguay, Montevideo

2006
- 3.º en la 4.ª Etapa Vuelta Chaná
- 3.º en la clasificación general de la Vuelta Chaná
- 2.º en la 8.ª etapa Rutas de América, Durazno
- 7.º en la clasificación general Vuelta Ciclista de Chile

2008
- 1.º en la 1.ª etapa Vuelta Chana, Trinidad
- 1.º en la 2.ª etapa Vuelta Chaná
- 2.º en la 10.ª etapa Rutas de América, Montevideo
- 3.º en la 4.ª Etapa Vuelta Ciclista del Uruguay, Tacuarembó
- 2.º en la 2.ª etapa Día de las Américas, Paysandú
- 3.º en la clasificación general Día de las Américas
- 1.º en la 2.ª etapa de las Rutas del Este, Rocha
- 2.º en la clasificación general de las Rutas del Este

2009
- 2.º en 4.ª Etapa Vuelta Ciclista del Uruguay, Fray Bentos
- 3.º en la 10.ª etapa Vuelta Ciclista del Uruguay, Montevideo
- 3.º en la 3.ª etapa Rutas de América, Paysandú
- 7.º en la clasificación General de Rutas de América

2010
- 1.º en la Vuelta del Litoral[2]

2011
- 1º en la Vuelta Turística de Entre Ríos

2014
- 2.º en la Vuelta Ciclista del Paraguay

2015
- Campeón Nacional de Ruta